# Megan Taylor
Megan Olwen Devenish Taylor (* 25. Oktober 1920 in Rochdale, England; † 23. Juli 1993 in Jamaika) war eine britische Eiskunstläuferin, die im Einzellauf startete. Sie ist die Weltmeisterin von 1938 und 1939.
Megan Taylors’ Vater Phil war Eisschnellläufer und Showläufer auf Schlittschuhen mit Stelzen. Sie trat bereits als Kind mit ihm in Shows, z. B. in der Schweiz auf. Zusammen mit Cecilia Colledge dominierte sie das britische Eiskunstlaufen bei den Damen. Bei den Olympischen Spielen 1932 in Lake Placid waren die beiden elfjährigen Engländerinnen die jüngsten Teilnehmerinnen bei Winterspielen überhaupt. Die einen Monat ältere Taylor platzierte sich als Siebte einen Platz vor Colledge. Auch bei den britischen Meisterschaften gewann Taylor von 1932 bis 1934 jeweils vor Colledge, während sie ihr 1937 bis 1939 knapp unterlag und Vizemeisterin wurde.
Bei Europameisterschaften konnte Taylor Colledge nie besiegen. 1936 gewann sie die Bronzemedaille und bei den Europameisterschaften 1937, 1938 und 1939 wurde sie Vize-Europameisterin hinter Colledge. Auch bei Weltmeisterschaften gewann sie dreimal Silber, 1934 und 1936 wurde sie Vize-Weltmeisterin hinter Sonja Henie -- der Serien-Weltmeisterin 1927–1936 -- und im Jahr 1937 hinter Colledge. Diese konnte sie bei der Weltmeisterschaft 1938 in Stockholm allerdings schlagen und wurde somit zum ersten Mal Weltmeisterin. Ihren Titel verteidigte sie bei der Weltmeisterschaft 1939 in Prag, wo Colledge verletzungsbedingt fehlte, vor Hedy Stenuf (Österreich) und Landsfrau Daphne Walker.
Die von ihr angestrebte Profikarriere wurde durch den Zweiten Weltkrieg vereitelt. Sie tourte später mit der Show Ice Capades.
1947 heiratete sie R. Lindsay Mandeville-Ellis.

## Ergebnisse
| Wettbewerb / Jahr         | 1932 | 1933 | 1934 | 1935 | 1936 | 1937 | 1938 | 1939 |
| ------------------------- | ---- | ---- | ---- | ---- | ---- | ---- | ---- | ---- |
| Olympische Winterspiele   | 7.   |      |      |      |      |      |      |      |
| Weltmeisterschaften       | 7.   | 4.   | 2.   |      | 2.   | 2.   | 1.   | 1.   |
| Europameisterschaften     |      |      | 4.   |      | 3.   | 2.   | 2.   | 2.   |
| Britische Meisterschaften | 1.   | 1.   | 1.   |      |      | 2.   | 2.   | 2.   |